# アラガツォトゥン地方
アラガツォトゥン地方（Արագածոտնի մարզ ）はアルメニア西部の地方。中心都市はアシュタラク。
トルコと国境を接する。
面積は2,753km²。人口は141,000人（2009年）。
アラガツォトゥンとは、「アラガツ山の麓」の意（アラガツ山はアルメニアで最も高い山である）。

## 都市
行政の中心アシュタラクのほかに、アパラン、タリンなど。

## 下位行政区分
9つのコミュニティ（地区）がある。
1. アラギャズ地区
2. アシュタラク地区
3. アパラン地区
4. アラガツァヴァン地区
5. アレヴト地区
6. タリン地区
7. シャミラム地区
8. ツァグカホヴィト地区
9. メツァゾル地区